# 元統 (東遼)
元統（げんとう）は、金代に東遼政権を樹立し自立した耶律留哥が使用した私年号。1213年旧3月 - 1216年。

## 西暦等との対照表
| 元統 | 元年                      | 2年     | 3年     | 4年     |
| 西暦 | 1213年                    | 1214年  | 1215年  | 1216年  |
| 干支 | 癸酉                      | 甲戌    | 乙亥    | 丙子    |
| 金   | 崇慶2年 至寧元年 貞祐元年 | 貞祐2年 | 貞祐3年 | 貞祐4年 |